# 天津塘沽机场
天津塘沽机场，是中华人民共和国天津市的一座通用机场，位于天津市滨海新区驴驹河S11滨海高速公路旁，跑道长600米。此机场为中国华北地区第一座农用机场，也是中华人民共和国农业部5个农牧航空定点站之一，主要飞行直升机以及运-5b农用运输飞机等。